# Procerura fasciata
Procerura fasciata är en urinsektsart som beskrevs av John Tenison Salmon 1941. Procerura fasciata ingår i släktet Procerura och familjen Isotomidae. Inga underarter finns listade i Catalogue of Life.